# Steak au poivre

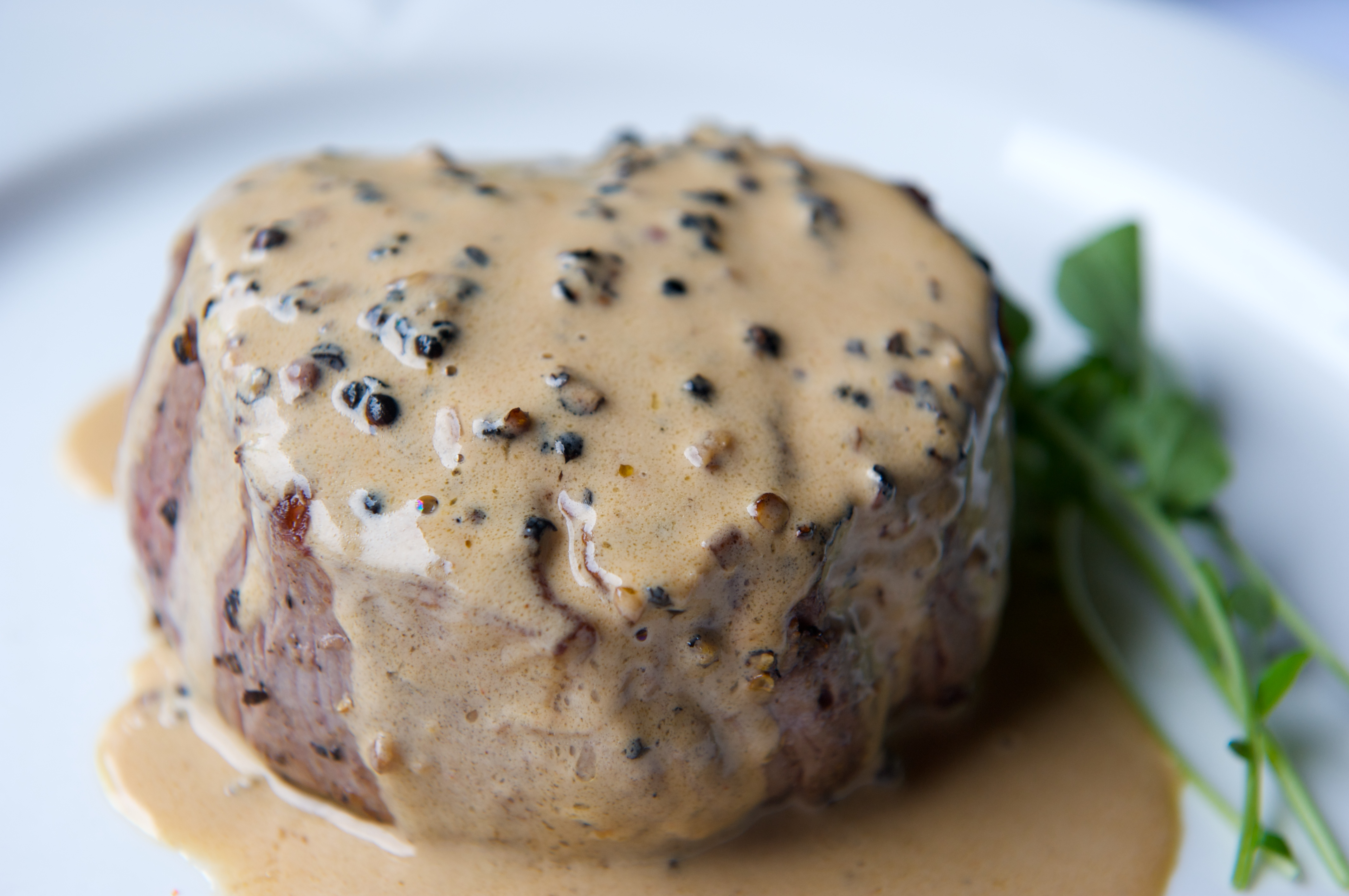
Um filé mignon com molho de pimenta.

Bife ao Poivre (pronúncia em francês: [stɛk‿o pwavʁ], Quebec Pronúncia francesa: [stei̯k‿o pwɑːvʁ]) ou bife com pimenta é um prato francês que consiste em um bife, tradicionalmente um filé mignon, coberto com grãos de pimenta grosseiramente quebrados.   Os grãos de pimenta formam uma crosta no bife quando cozido e proporcionam um contraponto picante à carne. O bife au poivre pode ser encontrado em restaurantes tradicionais franceses na maioria das áreas urbanas. 

## Preparação
A crosta de pimenta é feita colocando o bife sobre uma cama de pimenta-do-reino quebrada (ou mista). Normalmente, o bife é grelhado em uma frigideira quente com um pouco de manteiga e óleo. O bife é grelhado em alta temperatura para cozinhar rapidamente a parte externa e formar a crosta, deixando o interior mal passado ou ao ponto. O bife é deixado descansar alguns minutos antes de servir.  
O bife au poivre costuma ser servido com molho de pimenta que consiste em conhaque reduzido, creme de leite e o fond do fundo da panela, geralmente incluindo outros ingredientes como manteiga, cebolinha e/ou mostarda de Dijon. Acompanhamentos comuns para bife au poivre são várias formas de purê de batata e batatas fritas (pequenas batatas fritas).